# Some Voices
Some Voices est une comédie dramatique britannique, réalisée par Simon Cellan Jones, sortie en 2000. 

## Fiche technique
- Titre original : Some Voices
- Réalisation : Simon Cellan Jones
- Scénario : Simon Cellan Jones
- Musique : Adrian Johnston
- Pays d'origine : Angleterre
- Langue originale : Anglais
- Durée : 98 min

## Distribution
- Daniel Craig : Ray
- David Morrissey : Pete
- Kelly MacDonald : Laura
- Julie Graham : Mandy
- Peter Macdonald : Dave